# Puy de Chaumont
Ne doit pas être confondu avec Puy de Charmont.
Le puy de Chaumont est un volcan éteint de la chaîne des Puys, dans le Massif central se situant au nord du puy de Dôme, entre le Grand Sarcouy et le puy des Gouttes, et culminant à 1 108 mètres d'altitude.